# 钻石魔方

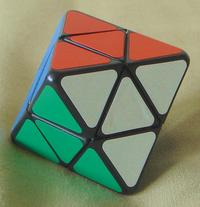
钻石魔方

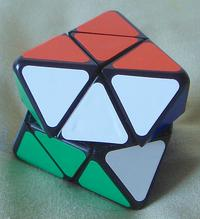
移动中的钻石魔方

钻石扭計骰，原名Skewb Diamond，是一种具有正八面體结构的魔方。它总共有十四个可移动的块，形成138240种变化状态。

## 結構
钻石魔方是由斜轉魔方變形而來，具有八面体结构，有6个八面体结构的角块和8个三角形中心块。所有的块都可以和相邻块一起移动。
玩法是打乱颜色后进行复原。